# Do krwi ostatniej...
Do krwi ostatniej... – polski film wojenny z 1978 roku. Tematem filmu jest historia Pierwszej Dywizji Piechoty im. Tadeusza Kościuszki od jej utworzenia do bitwy pod Lenino.
Plenery: Moskwa, Kolina nad Wołgą, Syberia, okolice Ełku, Londyn, Morze Kaspijskie, Białowieża.
Oprócz wersji kinowej, pod koniec lat siedemdziesiątych XX wieku wyprodukowano też siedmioodcinkowy serial telewizyjny pod tytułem Do krwi ostatniej.

## Obsada aktorska
- Anna Dymna – Ania Gawlik
- Marek Lewandowski – porucznik Andrzej Radwan
- Jerzy Trela – Zygmunt Gawlik, brat Ani
- Jerzy Braszka – Bronisław Lachowicz, dowódca I batalionu 1 pułku piechoty/adiutant Sikorskiego
- Andro Kobaładze – Józef Stalin
- Leszek Kubanek – Leon Bukojemski, dowódca dywizyjnej artylerii[1]
- Władimir Marienkow – oficer 1 Dywizji Piechoty
- Wojciech Pilarski – Zygmunt Berling
- Leonard Pietraszak – kapitan Wicherski
- Andrzej Rettinger – Józef Retinger
- Katarzyna Skolimowska – Wanda Wasilewska
- Kazimierz Witkiewicz – Władysław Sikorski
- Wytautas Żałakewiczus – major Wysokoński
- Nikolaj Zasuchin – Wiaczesław Mołotow
- Marek Walczewski – Władysław Anders
- Jacek Zejdler – Zbyszek Trepko, syn Zygmunta Gawlika
- Lidia Fiedosiejewa-Szukszyna – Jekaterina Pawłowna
- Józef Para – ambasador Archibald Clark Kerr
- Kazimierz Meres – Anthony Robert Eden
- Wasilij Szulgin – pułkownik Kondratiuk
- Roman Sikora – Stanisław Kot, ambasador Polski w ZSRR
- Giennadij Piecznikow – Andriej Wyszyński
- Henryk Bista – ks. Wilhelm Franciszek Kubsz, kapelan 1 Dywizji Piechoty
- Stefan Paska – muzyk, żołnierz 1 Dywizji Piechoty
- Edward Bukowian – żołnierz 1 Dywizji Piechoty
- Edmund Karwański – komunista
- Lech Sołuba – oficer 1 Dywizji Piechoty
- Andrzej Głoskowski – Arlet, sekretarz majora Wysokońskiego
- Irena Burawska

## Fabuła
30 listopada 1941. Do Kujbyszewa przylatuje premier polskiego rządu na emigracji i Naczelny wódz, gen. Władysław Sikorski. Na pokładzie samolotu rozmawia z młodym porucznikiem Andrzejem Radwanem, któremu poleca pozostanie w ambasadzie polskiej w Kujbyszewle, gdyż – jak mówi – chce tam mieć zaufanego człowieka. Po przylocie Sikorski prowadzi rozmowy ze Stalinem. Działający w armii radzieckiej Zygmunt Gawlik dowiaduje się, że powstaną polskie siły zbrojne w ZSRR. Po wyleczeniu rany wyrusza do Kujbyszewa, gdzie przebywa jego siostra Anna, współpracująca z polskimi komunistami. Oboje w pobliżu ambasady poznają porucznika Radwana – jak się okazuje był ich sąsiadem we Lwowie. Między Anną a Andrzejem wybucha uczucie.
Tymczasem w Kujbyszewie sprawy polskie przebiegają na dwóch torach. Z jednej strony ambasada prowadzi zaciąg do armii generała Andersa, z drugiej komuniści tworzą czasopismo wyrażające program ścisłej współpracy ze Związkiem Radzieckim i krytykę oficjalnej polityki londyńskiego rządu polskiego wobec ZSRR. Anna i Zygmunt ściśle współpracują z Wandą Wasilewską. Aktywność polskich komunistów niepokoi mjra Wysokońskiego, przełożonego Radwana. W delegaturze ambasady polskiej zajmującej się werbunkiem Polaków do armii zjawia się 17-letni Zbyszek Trepka. Podczas wypełniania ankiety personalnej, Trepka przyznaje, że nie zna swego ojca, ale wie, że był więzionym w Polsce komunistą. To wystarcza, by został odrzucony. Chłopak wpada w ręce organów bezpieczeństwa i zostaje zesłany na Syberię. Podczas ewakuacji armii Andersa, Radwan spotyka kapitana Wicherskiego, który informuje go o swej decyzji zdezerterowania z armii polskiej i pozostania w ZSRR.